# Hoščský rajón
Hoščský rajón (ukrajinsky Гощанський район) byl rajón ve Rovenské oblasti na Ukrajině. Hlavním městem byla Hošča a rajón měl přibližně 35 tisíc obyvatel. 

## Sídla v rajónu
- Hošča